# Åneby
Åneby är en tätort i Hakadals socken i Nittedals kommun i Akershus fylke i sydöstra Norge. Orten ligger cirka sex kilometer norr om kommunens centralort Rotnes och har en station på Gjøvikbanan, 27 kilometer norr om Oslo.